# バスク人

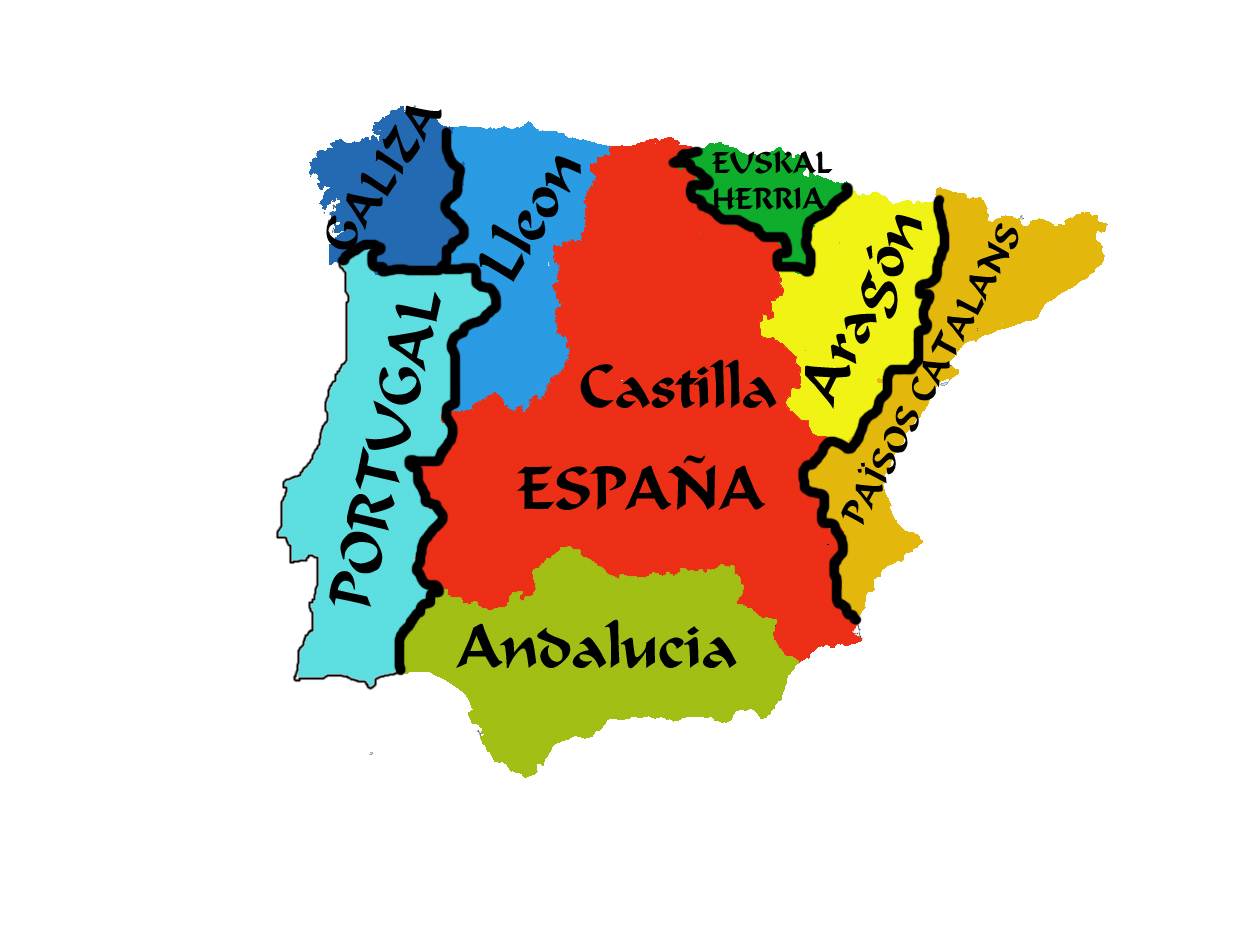
分離主義者が主張するイベリア半島の民族分布。この論に立つ場合、スペイン人は諸民族の大部分を統合する概念となる。

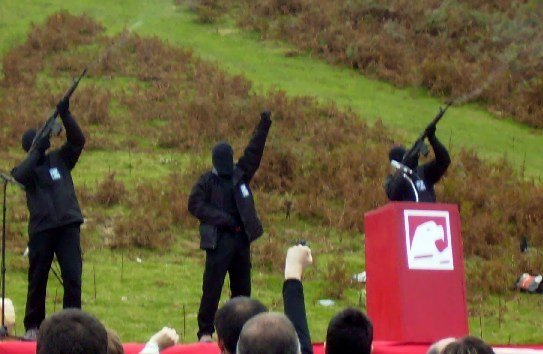
「バスク祖国と自由」（ETA）の構成員と支持者達。スペイン内戦でフランコ軍との戦いに殉じた独立派兵士の死を悼む式典を行っている。

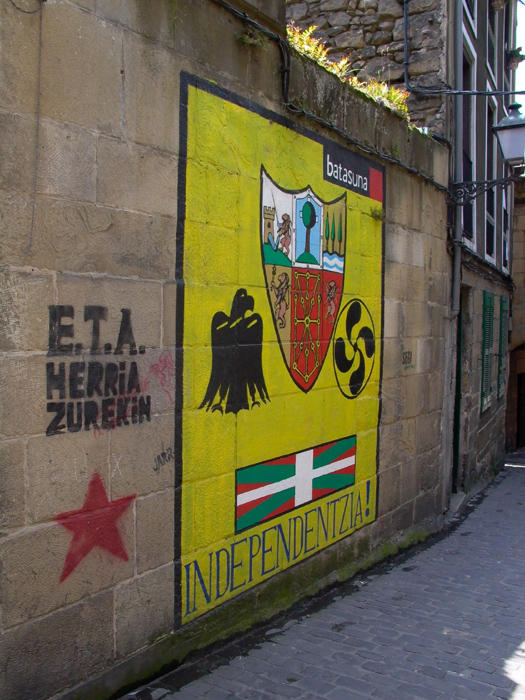
「バスク祖国と自由」（ETA）によって書かれた壁画。シンボルマークにナバラ王国の紋章が用いられているのがわかる。

バスク人（バスクじん、スペイン語: vascos, バスク語: euskaldunak）とは、ビスケー湾岸でピレネー山脈西端部にある、伝統的にバスク地方として知られる地域に元来居住している系統不明の民族。文脈によって、以下のどちらかを指す。
1. バスク地方生まれかバスク地方在住であり、非バスク人であると自己定義していない人物。例えば、バスク人ではなくガリシア人やフランス人と自己定義している人物はバスク人とはみなされない。
2. 非バスク地方生まれだが、バスク語を話すことができるか、バスク民族であると自己定義している人物。

バスク語ではEuskaldunak（エウスカルドゥナック, 「バスク語を話す人」）、スペイン語ではVasco（バスコ）、フランス語と英語ではBasque（バスク）、ガスコーニュ語とポルトガル語ではBasco（バスコ）と表記される。

## 説明
スペインの北東からフランス南西部のピレネー山脈周辺にかけて居住する。
古代ローマ時代にバスク人は自治を許され、中世から近世にはバスク人の王（イニゴ・アリスタ）の末裔達がイベリアの並み居る王家を継承するなど権勢を誇った。バスク人は中世より漁師として大西洋へタラ漁や捕鯨に繰り出し、大航海時代には多数の航海者やコンキスタドールを輩出し、南北アメリカ大陸に多くの移民を送り出した。
バスク人の文化は孤立しているとする先入観を持たれることが多い。
スペインのバスク人居住地域は同国で最も所得水準の高い地域でもあるが、スペイン内戦で多くのバスク人民族分離主義者が共和国側についたことやフランコ政権の弾圧に抵抗していた歴史があり、中でも急進的な組織である「バスク祖国と自由（ETA）」は数々のテロ事件を起こし、かねてからスペインとその周辺、関係国の政治問題となっている。

## 特徴

### 遺伝学的特徴
2015年に発表された研究では、バスク人は、ヨーロッパに農耕をもたらした集団と先住の狩猟採集民が混合した集団を起源とし、その後周囲の集団と隔てられたことが示された。また、西南ヨーロッパに農耕がもたらされた後の5500年前-3500年前の人々の古人骨から採取した遺伝子を分析したところ、バスク人に最も近縁な祖先であると判明した。
バスク人のY染色体はハプログループR1bが9割の高頻度を占める。非印欧系であるにも関わらず印欧系ハプログループR1bが高頻度である理由について、「印欧語を話す男系征服者集団が原住バスク人女性に多くの子を生ませたが、その子供は父親の印欧語ではなく母親のバスク語で育てられたため、父系のみR1bの印欧系ながら、言語はバスク語を保った」という仮説がある。（ただし、バスク人は小サイズ集団のため遺伝的浮動を経ており、高頻度のR1bは瓶首効果による可能性もある。）ハプログループR1b（S116）は青銅器時代にバスク地方にもたらされたとされる。
またバスク人は表現型で最大35％、遺伝型で60%がRh-型の血液である。

### 形質人類学的特徴
人類学的には、バスク人は「鼻の長い中頭、額はこめかみの部分が広く下あごに向かって狭くなる（少し長めの逆二等辺三角形）」とされる。

## 著名なバスク人

### ヨーロッパ
- イニゴ・アリスタ：パンプローナ王国初代国王。
- サンチョ3世：ナバラ王国国王。北部イベリアを統一し、イスパニア皇帝を自称した。
- フランシスコ・ザビエル：ナバラ王国出身の宣教師。日本でも布教した。[21]

#### スペイン
- ロペ・アギーレ[22][23] : コンキスタドール。
- フアン・セバスティアン・エルカーノ[23] : 大航海時代の探検家。
- ミゲル・レガスピ[22] : コンキスタドール。初代フィリピン総督。
- ドロレス・イバルリ[22] : 政治家。
- ホセ・エチェガライ[22] : 劇作家。ノーベル文学賞受賞。
- ミゲル・デ・ウナムーノ[22] : 著作家・哲学者。
- ホセ・アスルメンディ : 哲学者。
- フリオ・カロ・バローハ[22] : 民俗学者。
- ベルナルド・アチャーガ : 著作家。
- ホセバ・サリオナンディア : 著作家。
- チリャルデギ : 著作家・政治活動家。
- ファウスト・デ・エルヤル[22] : 化学者。
- セベロ・オチョア[22] : 化学者。ノーベル生理学・医学賞受賞。
- サンティアゴ・ラモン・イ・カハール : 医学者。ノーベル生理学・医学賞受賞。
- イグナチオ・デ・ロヨラ  :  イエズス会の創立者。聖人。
- フランシスコ・ザビエル : イエズス会の宣教師。聖人。
- ソーヴール・カンドウ : 宣教師・神父。
- ホアン・クリソストモ・アリアーガ[22] : 作曲家。
- パブロ・デ・サラサーテ[22] : 作曲家・ヴァイオリン奏者。
- ミケル・ラボア : シンガーソングライター。
- エドゥアルド・チリーダ : 彫刻家。
- ホルヘ・オテイサ : 彫刻家。
- ネストル・バステレチェア : 彫刻家。
- ガイスカ・メンディエタ : サッカー選手。
- シャビ・アロンソ : サッカー選手、指導者。
- ミケル・アルテタ : サッカー選手、指導者
- ミゲル・インドゥライン : 自転車競技選手。
- クリストバル・バレンシアガ[22] : ファッションデザイナー。
- フリオ・メデム : 映画監督。
- ラファエル・モネオ : 建築家。

#### フランス
- エティエンヌ・ド・シルエット[22] : 貴族。財務総監。
- モーリス・ラヴェル[22] : 作曲家。
- エドゥアール・ラロ : 作曲家・ヴィオラ奏者。
- ラベック姉妹 : ピアニスト、ピアノ・デュオ奏者。
- ルイ・ジャック・マンデ・ダゲール[22] : 画家・写真家。
- ルイス・フェルナンデス : サッカー選手。
- ディディエ・デシャン : サッカー選手。
- ビセンテ・リザラズ : サッカー選手。
- イマノル・アリノルドキ : ラグビー選手。

### アメリカ大陸

#### ベネズエラ
- シモン・ボリーバル[22] : ラテンアメリカの独立運動を指導した政治家、軍人、思想家。苗字はバスク地方のボリーバル村に由来する。

#### アルゼンチン
- フアン・デ・ガライ[22] : 統治者。ブエノスアイレスの再建者。
- イポリト・イリゴージェン : 政治家。アルゼンチン大統領。
- チェ・ゲバラ[22] : 革命家。キューバ革命に携わった。
- エバ・ペロン[22] : 女優・フアン・ペロンアルゼンチン大統領夫人。
- マクシマ・ソレギエタ : ウィレム・アレクサンダーオランダ国王妃。
- ゴンサロ・イグアイン : サッカー選手。

#### チリ
- サルバドール・アジェンデ[22] : 第29代チリ大統領（1970-1973）
- アウグスト・ピノチェト[22] : 第30代チリ大統領（1974-1990）
- ガブリエラ・ミストラル : 詩人。ノーベル文学賞受賞。
- パブロ・ネルーダ[22] : 詩人。ノーベル文学賞受賞。

#### アメリカ合衆国
- ベニー・ユキーデ : 格闘家、アクション俳優、米国人
- フアン・カルロス・ペレス :  ミュージシャン。バスク語で歌うロック・バンド Itoiz で活動。

#### メキシコ
- フェリックス・マリア・スロアガ[22] : 軍人・政治家。メキシコ暫定大統領。
- ハビエル・アギーレ[24] :  サッカー選手・サッカー指導者。

## スポーツ
バスク州ビルバオに本拠地を置くサッカークラブのアスレティック・ビルバオは、独自に規定した「バスク人」のみが在籍できるという方針を100年以上にわたって維持している。バスク州を拠点としていた自転車競技チームのエウスカルテル・エウスカディは、原則として契約する選手をバスク人に限定するという方針を持っていた。